# Hampton Magna
Hampton Magna – wieś w Anglii, w hrabstwie Warwickshire, w dystrykcie Warwick, w civil parish Budbrooke. Leży 3 km od miasta Warwick. W 2011 miejscowość liczyła 1752 mieszkańców. Wieś powstała w latach 60. i 70. XX wieku.